# Редбрідж (боро)
Ре́дбрідж (англ. London Borough of Redbridge) — боро на північному сході Лондона.

## Історія
Редбрідж був створений 1965 року згідно із Законом про управління Лондоном в результаті злиття колишніх муніципальних боро Ілфорд, Вонстед і Вудфорд, північної частини Дагенема та південно-східної частини округу Чигвел.

## Географія
Боро межує з Волтем-Форест на заході, Гейверінгом на сході та Ньюемом і Баркінгом і Дагенемом на півдні.

## Освіта
У боро є 54 початкових, 22 середні школи, Редбрідзький коледж, навчальний центр Мілдмей і Редбрідзький інститут освіти дорослих.
Усі школи району беруть участь в хоровому фестивалі Редбрідзьких шкіл, дворічному музичному фестивалі, що проводиться в Альберт-холлі.